# Tersilochus sulcatus
Tersilochus sulcatus är en stekelart som beskrevs av Hellen 1958. Tersilochus sulcatus ingår i släktet Tersilochus och familjen brokparasitsteklar. Inga underarter finns listade i Catalogue of Life.